# Acronychia chooreechillum
Acronychia chooreechillum là một loài thực vật có hoa trong họ Cửu lý hương. Loài này được (F.M.Bailey) C.T.White mô tả khoa học đầu tiên năm 1933.